# روبنده

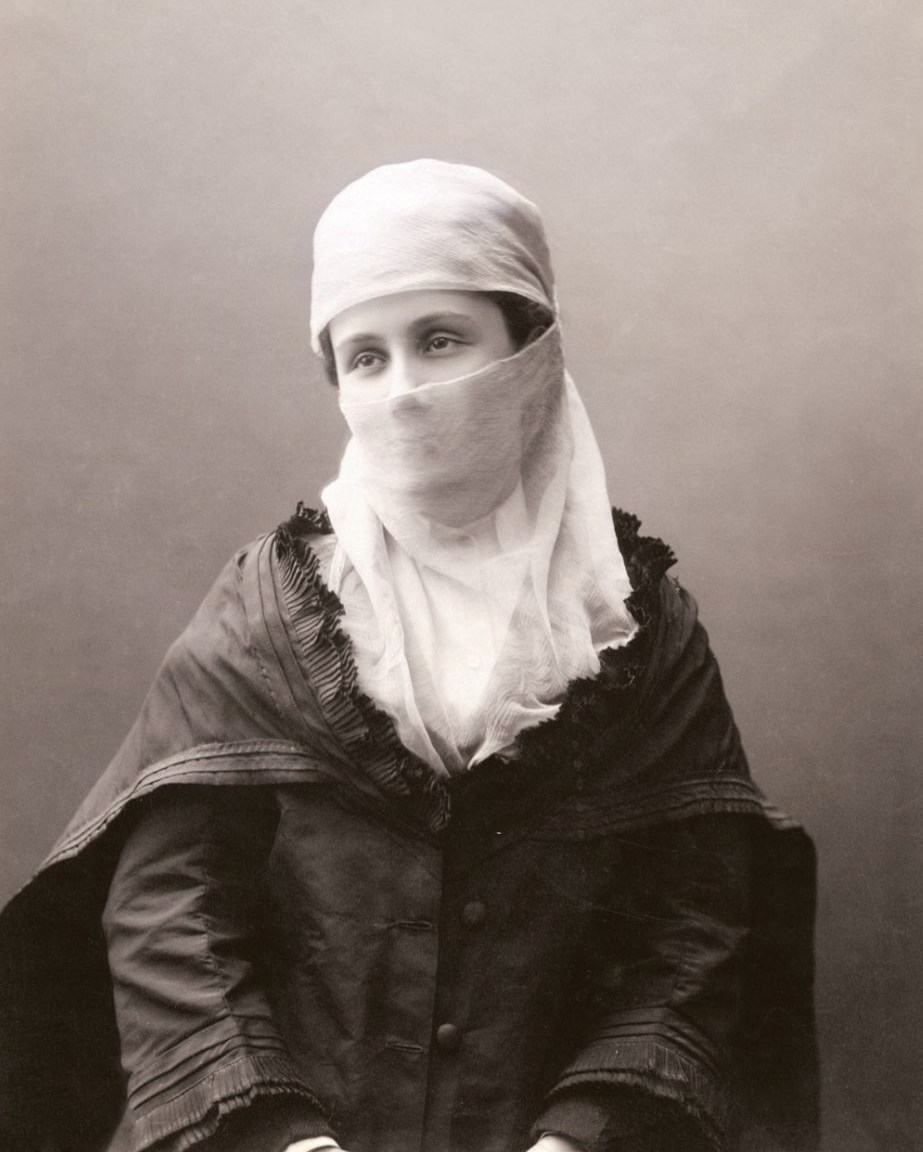
پرتره‌ای متعلق به سال ۱۸۹۴ میلادی، از یک زن اهل استانبول با روبندهٔ سفید.

روبَنده یا پوشیه یا نقاب، پوشاننده‌ای از جنس پارچه‌ای یا دیگر مواد است که برخی از زنان مسلمان با آن چهره خود را می‌پوشانند.

## تاریخچه

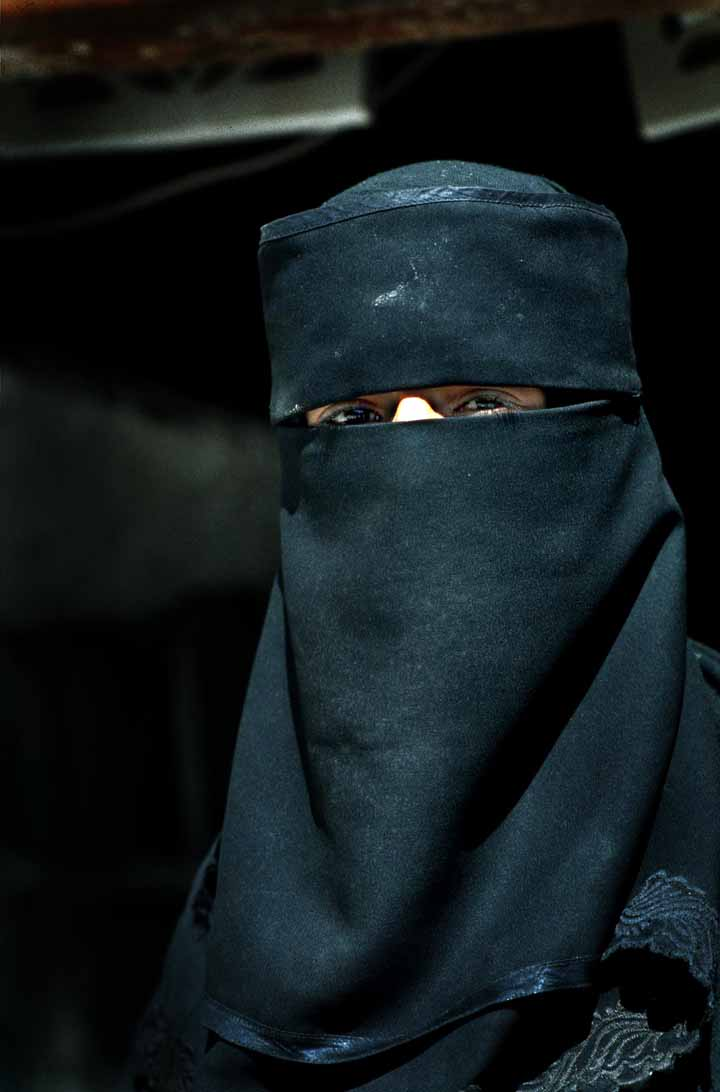
زن روبنده پوش در یمن

پوشش صورت در امپراتوری بیزانس، یونان، روم رایج بود. در میان تمدن‌های آشوریان، کلدانیان، سومریان، پاش‌ها، بازی‌ها، گوتی‌ها، لولوبیان، کاسی‌ها، سکایان، اورارتوها و کیمیریان زنان چهرهٔ خود را در برابر مردان بیگانه می‌پوشانیدند. در هندوستان، روبنده به اسم پرده خوانده می‌شد. ملکه‌ها و اشراف هندوستان چهرهٔ خود را می‌پوشاندند. خدمتکارها در برابر دیدن چهرهٔ زنان تنبیه می‌شدند. هارشا، گانگایدوا و ریبیدوا نیز با پرده در میان جمع حرکت می‌کردند. در کتب مقدّس هندی مانند آلتکار و ایندرا پوشیدن ماندن چهرهٔ زنان اهمیت و تأکید خاصی دارد. در ترکستان، حجاب صورت پارچه‌ای بوده که آن را به دور بخش پایین صورت می‌پیچیده‌اند و بینی، لب‌ها و چانه، و گونه‌ها پوشیده می‌شده‌است. این گونه پوشش صورت در مجسمه‌ای از آن دوره دیده می‌شود که اکنون در موزه لوور پاریس قرار دارد که در بندر غربی ترکیه کشف شده و قدمت آن به سیصد و پنجاه سال قبل از میلاد مسیح تخمین زده شده‌است. در اسکندریه مصر نیز پوشش صورت ضروری شمرده می‌شده‌است.

### در جهان اسلام
روبنده در دوران امویان، خلافت عبّاسی و عثمانی هم چنان اهمیت داشت و در ایران پیش از قاجار نیز زنان با روبنده در اجتماع ظاهر می‌شدند و ولی بعد از قاجار فقط در استان هرمزگان و استان سیستان و بلوچستان از روبنده استفاده می‌شود. با قدرت گرفتن طالبان در افغانستان، زدن برقع و پوشاندن صورت در آن کشور برای زنان اجباری گردید. در عربستان سعودی نیز پوشاندن صورت برای زنان معمول است. در کشورهای عربی مانند
کویت، امارات متحده عربی، یمن، بحرین، مصر، عراق -در کشورهای آسیایی چون اندونزی و کشورهای آفریقایی چون الجزایر، لیبی، غنا و نیجریه نیز استفاده از روبنده در بین زنان مسلمان رایج است. در انتخابات مجلس فلسطین در سال ۲۰۰۶، نمایندگان زن حزب حماس همگی روبنده داشتند. در کشورهای اسلامی تونس و ترکیه استفاده از روبنده ممنوع است. در مصر و امارات متحده عربی رانندگی برای زنان با روبنده ممنوع گشته‌است.

## در ادیان

### در زرتشتی‌گری
در بین کتب زردشتی، ارداویراف‌نامه پوشش صورت زنان را پسندیده دانسته‌است و چهره‌نمایی زنان را علّت گمراهی مردان می‌داند. در شاهنامه فردوسی چندین بار لغت پوشیده‌رخ یا پوشیده‌روی مترادف واژهٔ دختر به کار رفته‌است. شاهنامه‌شناس معاصر، پورخالقی چترودی، این علّت را بیانگر این واقعیت می‌داند که از نظر فردوسی زنان در دورهٔ کیانیان، اشکانیان، و ساسانیان از روبنده استفاده می‌کردند.

### در یهودیت
با استناد به تورات و تنخ یهودی، می‌توان دریافت که پوشانیدن چهره در میان زنان عبرانی و دیگر زنان یهودی رایج بوده‌است. ساره و قطوره همسر ابراهیم، ربه کا زن اسحاق، راحیل و لیه همسران یعقوب، صپوراه همسر موسی و استر همسر خشایارشا با چهرهٔ پوشیده در میان مردم حاضر می‌شدند. بر اساس کتاب روت، همسر بوعز نیز چهره خود را می‌پوشانیده‌است. در کتاب اشعیا، به فرستاده شدن عذاب بر دختران صهیون به دلیل چهره‌آرایی در برابر بیگانگان اشاره رفته‌است. در تورات برای اشاره به روبنده، واژه‌هایی چون صفه و مسّکه به کار رفته‌است.
با این حال شواهدی از تورات نیز وجود دارد که نشان می‌دهد رسم پوشیدن چهره، در بین عبرانیان فراگیر نبوده‌است. در شولحان عاروخ، پوشانیدن چهره لازم دانسته نشده‌است، هرچند این کار سنت زنان پاک‌دامن دانسته شده‌است.

### در اسلام

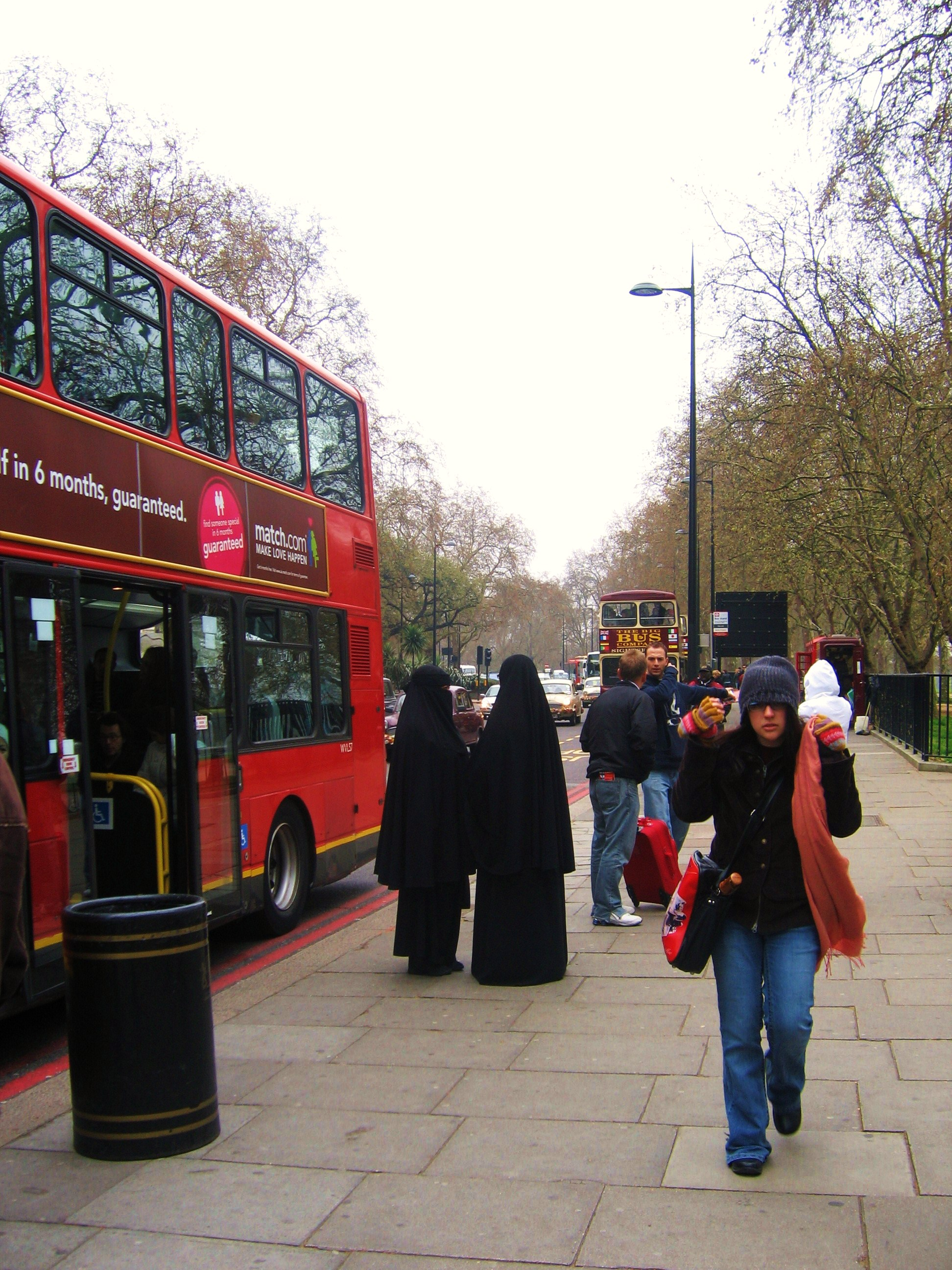
تصویری از زنان محجبه مسلمان با روبنده و نقاب، در مقابل ایستگاه اتوبوس در یکی از خیابان‌های لندن.

#### در قرآن
در قرآن، هیچ اشاره صریحی به پوشش صورت نشده‌است.

#### در نزد اهل‌سنت

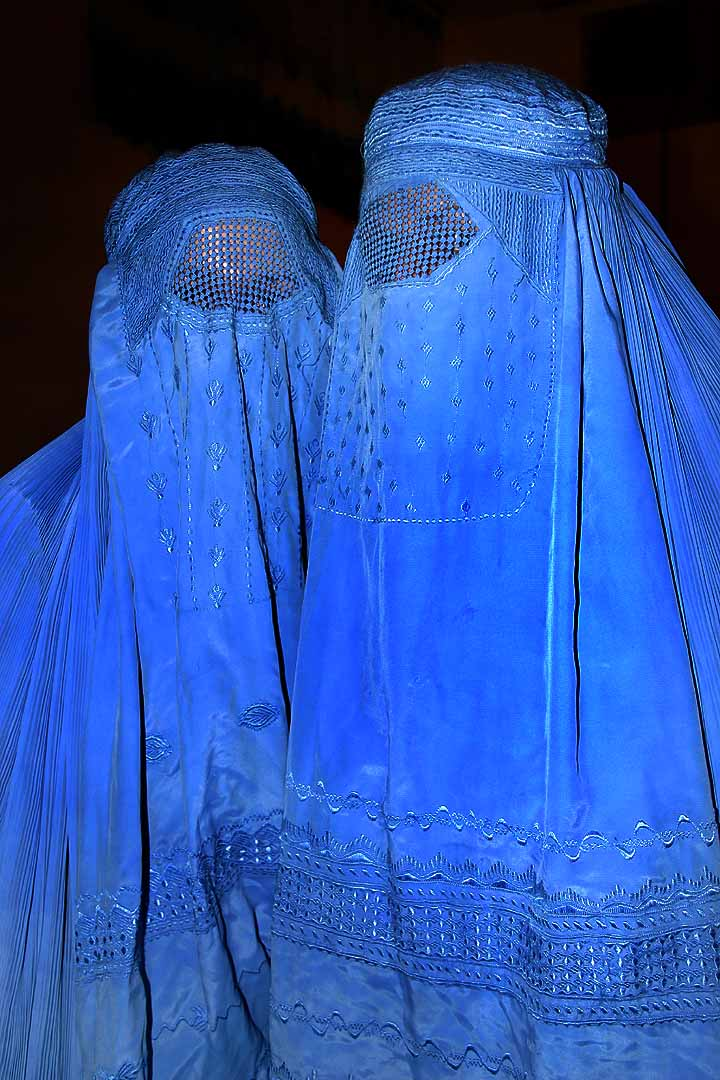
زنان افغان با برقع

در میانِ علمایِ اهل‌سنت دربارهٔ پوشانیدن چهره اختلاف‌نظر وجود دارد. آراء مذاهب اربعه به اختصار چنین است:
- مالکی: در مذهب مالکی، چهره و کفین از عورت زن استثناء شده‌ست و در نتیجه پوشانیدن چهره در این مذهب واجب نیست.
- حنفی: در مذهب حنفی نیز چهره و کفین عورت دانسته نمی‌شود؛ امّا بسیاری از فقهای این مذهب، پوشاندن چهره را بر زنان و به ویژه بر زنان جوان واجب دانسته‌اند، از آنجهت که ممکن است آشکار کردن چهره سبب فتنه شود.
- شافعی: در مذهبِ شافعی، دو قول وجود دارد؛ بنا به قولی، پوشاندن چهره در همه احوال واجب است و بنا به قول دیگر تنها مستحب است و در زمان فتنه واجب می‌شود.
- حنبلی: در مذهب حنبلی، چهره و کفین نیز عورت شمرده می‌شود و پوشاندن آن برای زن واجب است.
- سلفی: علمای سلفی، به استثناء شیخ ناصرالدین الآلبانی، پوشاندن چهره را واجب می‌دانند.[۱۱]

در برخی کتب حدیث اهل تسنن، احادیثی آمده‌است که بر اساس آن صحابیات و از آن جمله فاطمه زهرا، فاطمه بنت مره، عاتکه، عایشه، اسماء بنت عمیس، حفصه و ام‌خالد چهره خود را می‌پوشانیده‌اند. از صحابه و تابعین از جمله از ابن‌جریر، عبدالله بن مسعود، ابوعبیده السلمانی و محمد بن سیرین نیز احادیثی نقل شده‌است که برخی از آن به وجوب نقاب استدلال کرده‌اند.
در برخی روایت اهل‌سنت مواردی نیز معین شده‌است که جایز است زن چهره را آشکار کند؛ از آن جمله خواستگاری، معالجه توسط نامحرم شهادت در دادگاه، و حالت احرام در حج و عمره‌است.
عبدالعزیز بن باز، ابن تیمیه، محمّد صالح المنجّد، رشید احمد لوضیانوی، ابن المعزّ، ابن المنذر، ابن حجر عسقلانی، محمود الصیّاح، ابوبکر جصاص، محمد قاضی بیدوی، ابوبکر مختار الزین، ابن عثیمین، جمال ضرابزی، عبدالعزیز آل‌الشیخ، صالح الفوزانی و عثمان الهیاجی از علمای اهل سنت هستند که پوشانیدن چهره زنان را واجب می‌دانند. جمعیت علمای کشورهای آفریقایی، جمعیت علمای پاکستان، دانشگاه اسلامی ام‌القری نیز پوشاندن چهره را لازم و گشودن آن را حرام دانسته‌اند.
در مقابل ایسنا (انجمن اسلامی آمریکای شمالی)، جمعیت علمای دانشگاه اسلامی الازهر در قاهره مصر پوشاندن صورت زنان را مستحب دانسته‌اند. شیخ یوسف القرضاوی و عبید عاطف الزین نیز پوشاندن چهره را برای زنان مستحب می‌دانند. برخی از علمایِ اهل سنت نیز نقاب را مسئله‌ای فرهنگی و مربوط به آداب و رسوم (و نه لزوماً شرعی و دینی) می‌دانند؛ محمد سید طنطاووی رئیسِ پیشین الأزهر چنین رأئی را اظهار کرده‌است.

#### در نزد شیعه
در روایات و احادیث شیعه، بازگذاشتن چهره زن و نمایاندن آن به مرد نامحرم جایز دانسته شده‌است؛ مگر در شرایط خاصی که بیم فتنه برود.
در بین علمای شیعه معاصر، آیت‌الله روح‌الله خمینی، آیت‌الله علی خامنه‌ای و آیت‌الله علی حسینی سیستانی، پوشاندن چهره را مستحب می‌دانند، هر چند ایشان در شرایط خاصی که بیم فتنه‌است، پوشاندن صورت را لازم شمرده‌اند. مرتضی مطهری، پس از انقلاب اسلامی ایران، روبنده را از حجاب‌های غیر اسلامی دانست و این که به عقیدهٔ او آیهٔ پوشش، هرگز پوشاندن صورت را لازم نشمرده‌است. آیت‌الله فاضل لنکرانی، زنجانی و بهجت زدن روبنده را جایز شمرده‌اند.
اما اخباریان و اهل حدیث روبنده را لازم بلکه واجب دانستند. مانند آیت‌الله سید حسین عرب باغی رساله در این باره دارند که نام رساله ایشان رساله  اساس الایمان در وجوب حجاب بر زنان  که مطبوع گشته است.
ناصر مکارم شیرازی، مرجع تقلید شیعه در پاسخ به استفتائی دربارهٔ استفاده از روبنده می‌گوید :
در جاهایی که معمول نیست و باعث ایجاد مشکل یا انگشت نما شدن فرد می شود، احتیاط آن است که از نقاب استفاده نکنند ولی در مناطقی که معمول است اشکال ندارد
آیت الله خامنه ای  در این باره معتقد است :
پوشیه زدن در محیطی که کمتر مورد استفاده قرار می‌گیرد، مصداق لباس شهرت نیست و از لحاظ شرعی اشکالی ندارد [ 1 ]
1: آیت‌الله خامنه ای، جزوه پوشش و نگاه جامعه الزهرا(سلام الله علیها)،ص 95

## نقاب در غرب

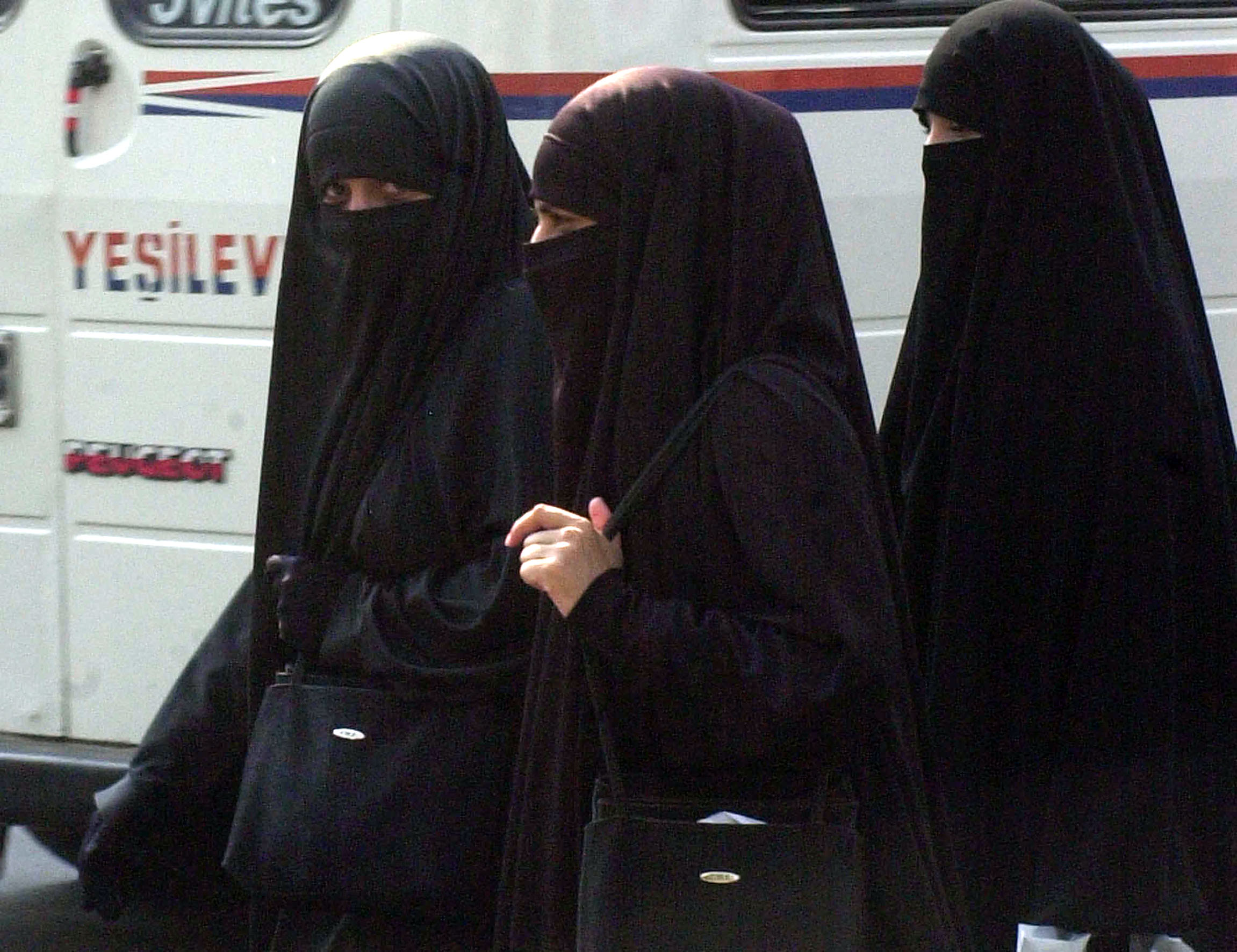
زنان روبنده پوش در ترکیه

بعضی از دولت‌های غربی برای زنانی که خواستار پوشانیدن چهره‌شان هستند، محدودیت‌هایی ایجاد کرده‌اند. در سال ۲۰۰۱ هلند، استفاده از روبنده در مدارس و آموزشگاه‌ها و محیط‌های پژوهشی و اداری را ممنوع کرد. در آوریل ۲۰۰۶ دو دانش آموز دختر از مدرسه ریزریتل در بن آلمان به علت پوشیدن برقع اخراج شدند. دادگاه نیوزیلند در سال ۲۰۰۵ حکم صادر کرد که بر اساس آن زنان نمی‌توانند هنگام شهادت در دادگاه‌ها صورت خود را بپوشانند. در ایتالیا، پوشاندن صورت از سال ۱۹۷۵ ممنوع شد و در سال ۲۰۰۵ بر میزان جریمهٔ نقدی متخلفین افزوده شد. در فرانسه از سال ۱۹۸۰ پوشاندن صورت ممنوع گشت. کانادا در سال ۲۰۰۱ اعلام کرد که زنان نیز می‌بایست برای گرفتن گواهینامه رانندگی، چهره خود را بگشایند. سلطانه فریمن بر حق خود برای داشتن عکس با نقاب در گواهینامه رانندگی اصرار کرد و موفق شد ایالت فلوریدا را جریمه کند. در انگلستان، در سال ۲۰۰۶جک استرا، نماینده مجلس عوام بلاکبرن، گفت که از صحبت کردن با کسی که نمی‌تواند صورت او را ببیند، راحت نیست و به نظر وی زدن روبنده بر چهره باعث تشدید حس جدایی و انزواطلبی می‌شود.

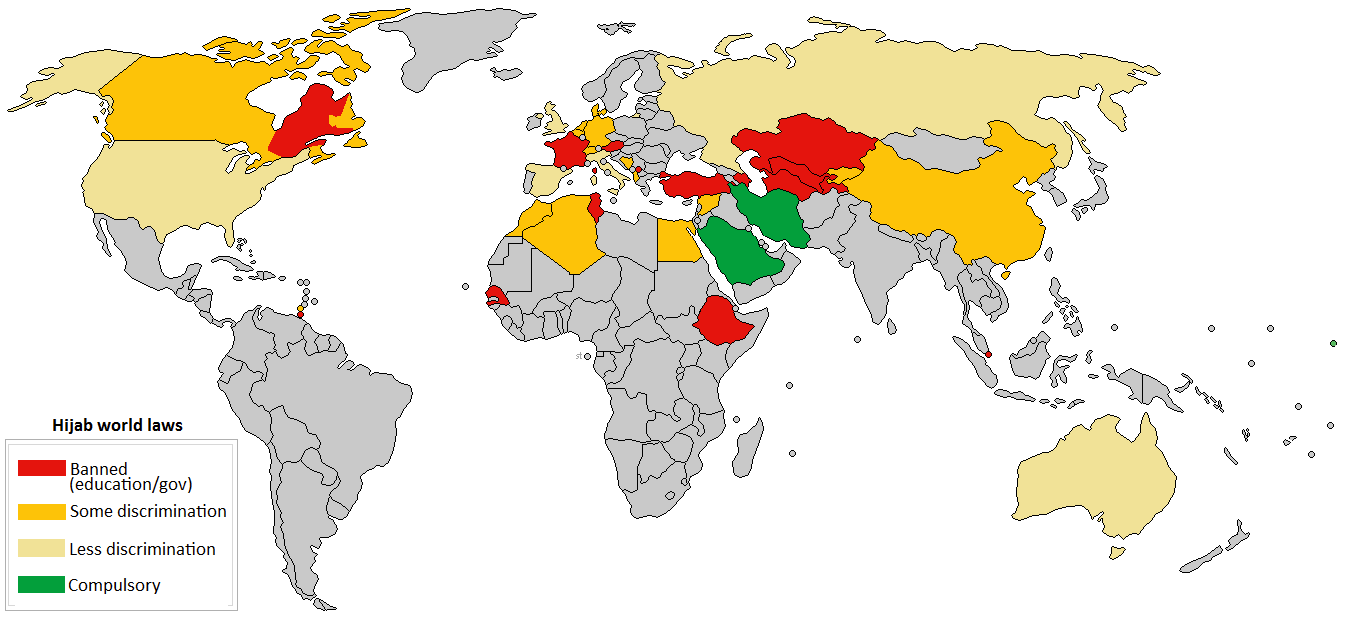

الیور لتوین، مدیر سیاستگزاری حزب، این توصیه را سخنی خطرناک در مورد جلوگیری از حق افراد در انتخاب پوشش دانست. در آوریل همان سال، عایشه اعظمی دستیار آموزشی مسلمان که به دلیل امتناع از برداشتن روبنده خود در داخل کلاس از کار معلق شده بود، از دبستانی در یورکشایر غربی شمال انگلستان اخراج گردید. به گفته عایشهٔ اعظمی، دانش آموزان این مدرسه از وضعیت روبنده وی هرگز شکایتی نداشته‌اند. نیک ویتینگهام، وکیل عایشه اعظمی گفته‌است که موکل وی قادر به انجام شغل خود به عنوان دستیار آموزشی است و می‌تواند از دانش آموزانی که زبان انگلیسی، زبان دوم آن‌ها است، حمایت و پشتیبانی کند. در ایالت کبک در کانادا، زنان مسلمان برای رأی دادن می‌بایست چهره خود را آشکار کنند. یک روحانی ارشد کلیسای کاتولیک رم ایتالیا در اظهار نظری، کنار گذاشتن روبنده زنان مسلمان را در اروپا خواستار شد.کاردینال رناتو مارتینی، مسوول امور فرهنگی مهاجران در واتیکان که به مناسبت انتشار بیانیه پاپ بندیکت شانزدهم در مورد لزوم وضع قوانینی برای بهبود شرایط مهاجران اروپایی سخن می‌گفت، به زنان مسلمان توصیه کرد که به منظور رعایت آداب و رسوم، قوانین و نمادها و دین کشورهای میزبان خود، کنار گذاشتن روبنده را مورد توجه قرار دهند. در سال ۲۰۰۰، سوئد قانونی را به تصویب رساند که بر اساس آن ماموران پلیس حق دارند از زنانی که نقاب بر چهره دارند بخواهند برای تشخیص هویت، نقاب و روبندهٔ خود را بردارند.
در استرالیا پلیس حق دارد که روبنده زنان را بردارد و در صورت رو به رو شدن با مقاوت پلیس می‌تواند آنان را بازداشت کند
با این حال زنان مسلمان در ایالات متحده آمریکا برای زدن روبنده و پوشاندن صورت آزادی بیشتری دارند.

## انواع

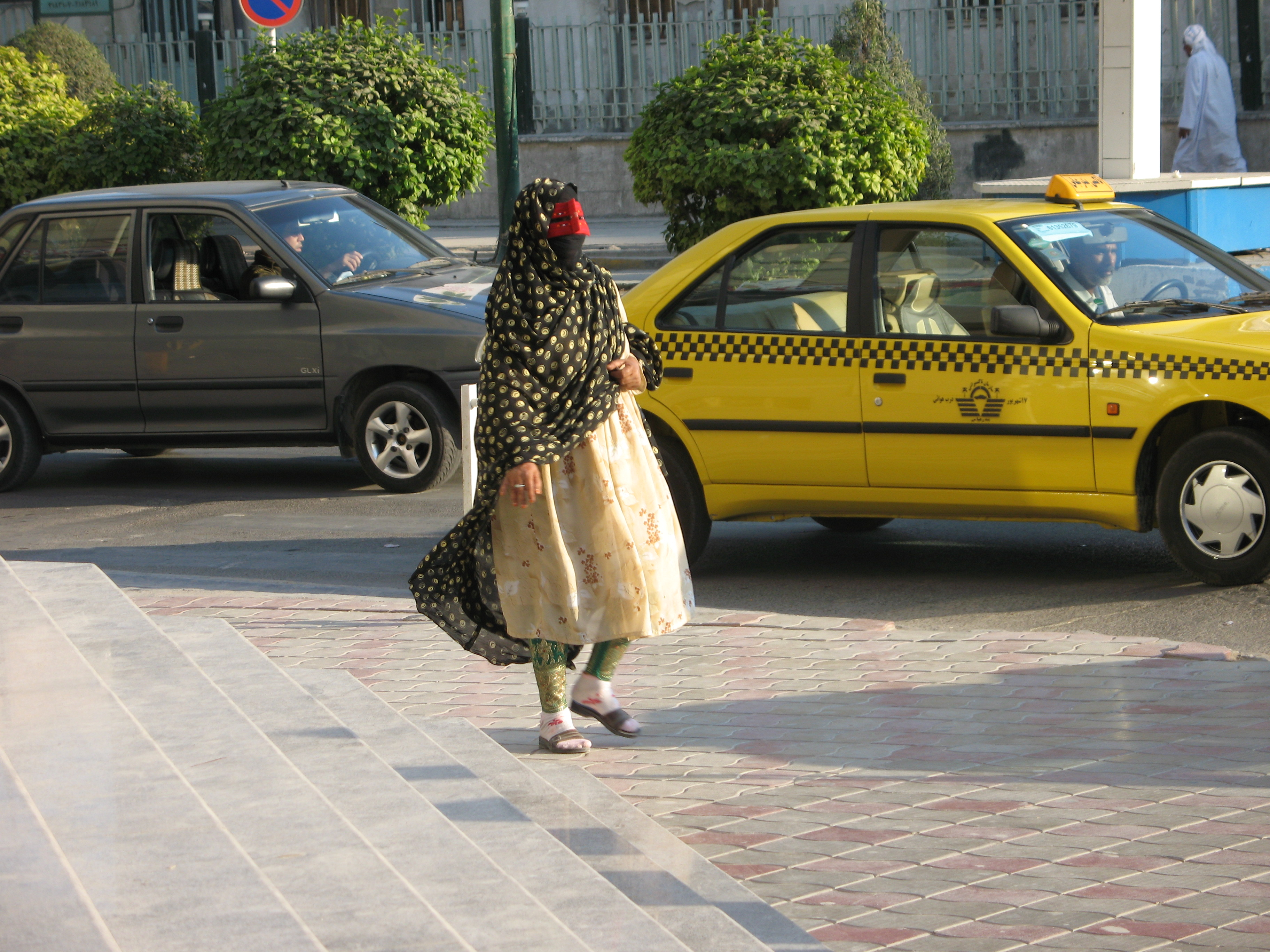
نقاب سنتی زنان درهرمزگان.

روبنده در کشورهای مختلف شکل و نوع متفاوتی دارد. «نقاب کامل» تمام صورت از جمله چشم‌ها را می‌پوشاند. «نقاب درزدار» دو سوراخ برای چشم‌ها دارد و جز چشم‌ها تمام صورت را می‌پوشاند. نیم نقاب که از زیر چشم‌ها به پشت بسته می‌شود و پیشانی، ابروها، و چشم را نمایان می‌سازد. «نقاب لوانی» که به دور صورت بسته می‌شود و علاوه بر پیشانی و چشم، بینی را نیز آشکار می‌سازد. برخی از نقاب‌ها، یک یا چند پارچهٔ نیم شفاف را روی چشم قرار می‌دهد که علاوه بر پوشیده ماندن چشم، زن بتواند به راحتی ببیند و به اختیار بردارد. نوع دیگری از روبنده، برقع است که در افغانستان و پاکستان رواج دارد و پوششی از سر تا پا است و چشم‌ها معمولاً پشت یک پرده مشبّک قرار می‌گیرند. در پاکستان، پاک چدری، در هندریجان و در ایران پوشیه و برقع پوشش‌هایی هستند که صورت را می‌پوشانند.